# ونتنک کبردس
ونتنک کبردس (به فرانسوی: Ventenac-Cabardès) یک کامین در فرانسه است که در Canton of Alzonne واقع شده‌است.

## خصوصیات
ونتنک کبردس ۱۰٫۳۶ کیلومترمربع مساحت و ۸۶۱ نفر جمعیت دارد و ۱۰۵ متر بالاتر از سطح دریا واقع شده‌است.